# Hilara psammophytophilia
Hilara psammophytophilia är en tvåvingeart som beskrevs av Beschovski 1973. Hilara psammophytophilia ingår i släktet Hilara och familjen dansflugor. Inga underarter finns listade i Catalogue of Life.